# Delosperma purpureum
Delosperma purpureum är en isörtsväxtart som beskrevs av H.E.K.Hartmann. Delosperma purpureum ingår i släktet Delosperma, och familjen isörtsväxter. Inga underarter finns listade i Catalogue of Life.